# مفصل غضروفی
مَفصَلِ غُضروفی (به انگلیسی: Cartilaginous joint) ماده‌ای از جنس غضروف و اتصال‌دهنده بین دو قسمت استخوان در بدن است. مفاصل غضروفی از نوع نیمه‌متحرک (آمفی‌آرتروز) هستند. این مفاصل نسبت به مفاصل لیفی، تحرک بیشتری دارند، ولی در مقایسه با مفاصل زُلاله‌ای (سینوویال) از حرکت کمتری برخوردارند. ساختمان یک مفصل غضروفی، از غضروف شیشه‌ای (هیالن، شفاف) یا غضروف لیفی همراه با غضروف شیشه‌ای تشکیل شده‌است.

## انواع مفاصل غضروفی
دو نوع مفصل غضروفی وجود دارد که عبارت‌اند از:
- مفصل غضروفی اولیه
- مفصل غضروفی ثانویه

در مفاصل غضروفی اولیه، بخش‌های استخوانی از طریق غضروف هیالن به یکدیگر متصل می‌گردند. به این گروه هم‌جوش غضروفی می‌گویند. برای نمونه، مفصل غضروف‌های دنده‌ای با استخوان جناغ (مفاصل استرنوکندرال)، به جز دندهٔ اول.
در مفاصل غضروفی ثانویه، علاوه بر غضروف شیشه‌ای، غضروف لیفی (فیبری) نیز وجود دارد. سطوح مفصلی از غضروف شیشه‌ای پوشیده شده که به واسطه دیسک یا بالشتکی از غضروف لیفی به هم متصل می‌گردند. مفاصل غضروفی ثانویه را، التصاق (سیمفیزیس) می‌نامند. این مفاصل در خط وسط وجود دارند که می‌توان به موارد زیر اشاره کرد:
- مفاصل بین‌مهره‌ای جلویی که میان جسم مهره‌ها به واسطهٔ دیسک‌های بین‌مهره‌ای ایجاد می‌گردد.
- مفصل بین دو استخوان شرمگاهی از استخوان بی‌نام (هیپ) که التصاق شرمگاهی (سیمفیزیس پوبیس) را ایجاد می‌کنند.

## غضروف مفصلی
غضروف مفصلی یک بافت بدون رَگ، سلول‌دار و غیرلنفاوی است که شامل مقدار زیادی کلاژن در یک ماتریکس پروتئوگلیکان است و باعث کاهش اصطکاک و افزایش مقاومت سایشی سطح مفصل می‌گردد.
با توجه به وجود بارهای کششی، فشاری و برشی بر روی غضروف مفصلی، در حین فعالیت روزانه، ایجاد نرمی و راحتی لغزش مفاصل بر روی یکدیگر از وظایف اصلی این بافت است. ساختار غضروف به شکلی است که در صورت آسیب و تخریب، بازسازی و ترمیم آن مشکل است؛ به عبارت دیگر غضروف مفصلی توانایی محدودی برای ترمیم مجدد دارد و این مسئله به خاطر عدم وجود رگ‌های خونی در بافت غضروف است که موجب عدم توانایی مورد نیاز برای رشد و ترمیم یاخته‌های غضروفی (کندروسیت‌ها) می‌گردد.
آزمایش‌ها نشان می‌دهند که آب می‌تواند در بافت‌های غضروفی جریان یابد. این خاصیت در غضروف مفصلی، نفوذپذیری هیدرولیکی نامیده می‌شود. وقتی غضروف فشرده می‌شود، سیال داخل آن به بیرون حرکت می‌کند. این حرکت سیال در غضروف نسبت به اسفنج آهسته‌تر و کمتر است. به‌طور کلی حرکت سیال در غضروف انسان با تغذیهٔ کندروسیت‌ها صورت می‌گیرد. همچنین لغزندگی غضروف با تشکیل یک فیلم سیال روی سطح آن حاصل می‌شود. میزان جذب آب غضروف نیز در محل‌های مختلف، متفاوت است که البته بستگی به میزان کرنش فشاری اعمال‌شده بر آن دارد. با افزایش کرنش فشاری نیز میزان آب موجود در دیسک کاهش می‌یابد.
با پیشرفت علم در زمینهٔ شناخت بافت‌ها و زیست یاخته‌ها و عوامل مؤثر در رشد و تکثیر یاخته‌ها، روش‌های جدیدی برای درمان آسیب‌های غضروفی ارائه شده‌است. یکی از بهترین روش‌های ارائه‌شده در چند دههٔ اخیر استفاده از مواد مصنوعی سنتز شده بوده‌است. در همین راستا، با پیشرفت دانش زیست‌شناسی و شناخت نقش پروتئین‌ها و مولکول‌های کوچک‌تر در رفتار و عملکرد سلول‌ها، استفاده ا ز عوامل رشد نیز روشی برای ترمیم آسیب‌های غضروفی معرفی شده‌است. دانشمندان با تلفیق این دو مقولهٔ مهم، علمی به نام مهندسی بافت را معرفی کردند.